# Джуліан Сторі
Джуліан Сторі (англ. Julian Russell Story; 1857–1919) — американський художник.

## Біографія
Народився в 1857 році у Волтоні-на-Темзі (графство Суррей) в сім'ї скульптора Вільяма Сторі; його брат Томас теж був скульптором.
Освіту здобув в Ітонському коледжі і Брейсноуз коледжі Оксфордського університету.
Після його закінчення, в 1879 році, почав вивчати мистецтво у американського художника Френка Дювенека у Венеції, Італія. Там же в 1881 році почалася його кар'єра художника-портретиста. Також навчався в Парижі, де брав приватні уроки у Анрі Жерве та Ferdinand Humbert, а також у Жюля Лефевра в Академії Жуліана.
У 1891 році Джуліан Сторі одружився з оперною співачкою Emma Eames. Вони купили будинок в Італії й багато років в прямому сенсі жили між Європою і США. У 1902 році остаточно переїхали до Філадельфії, проте розлучилися у 1907 році. У 1906 році художник став членом Національної академії дизайну.
Помер в 1919 році у Філадельфії, штат Пенсильванія.

## Творчість
Крім портретів, Сторі зображав жанрові сцени та історичні картини. Регулярно його роботи виставлялися в Паризькому салоні в 1880-тих роках і на рубежі 1900-тих років.

Отримав золоту медаль на виставці в Берліні в 1891 році і срібну медаль на Всесвітніх виставках у Парижі 1889 і 1900 років. Був удостоєний ордена Почесного легіону. 

Деякі роботи Дж. Сторі
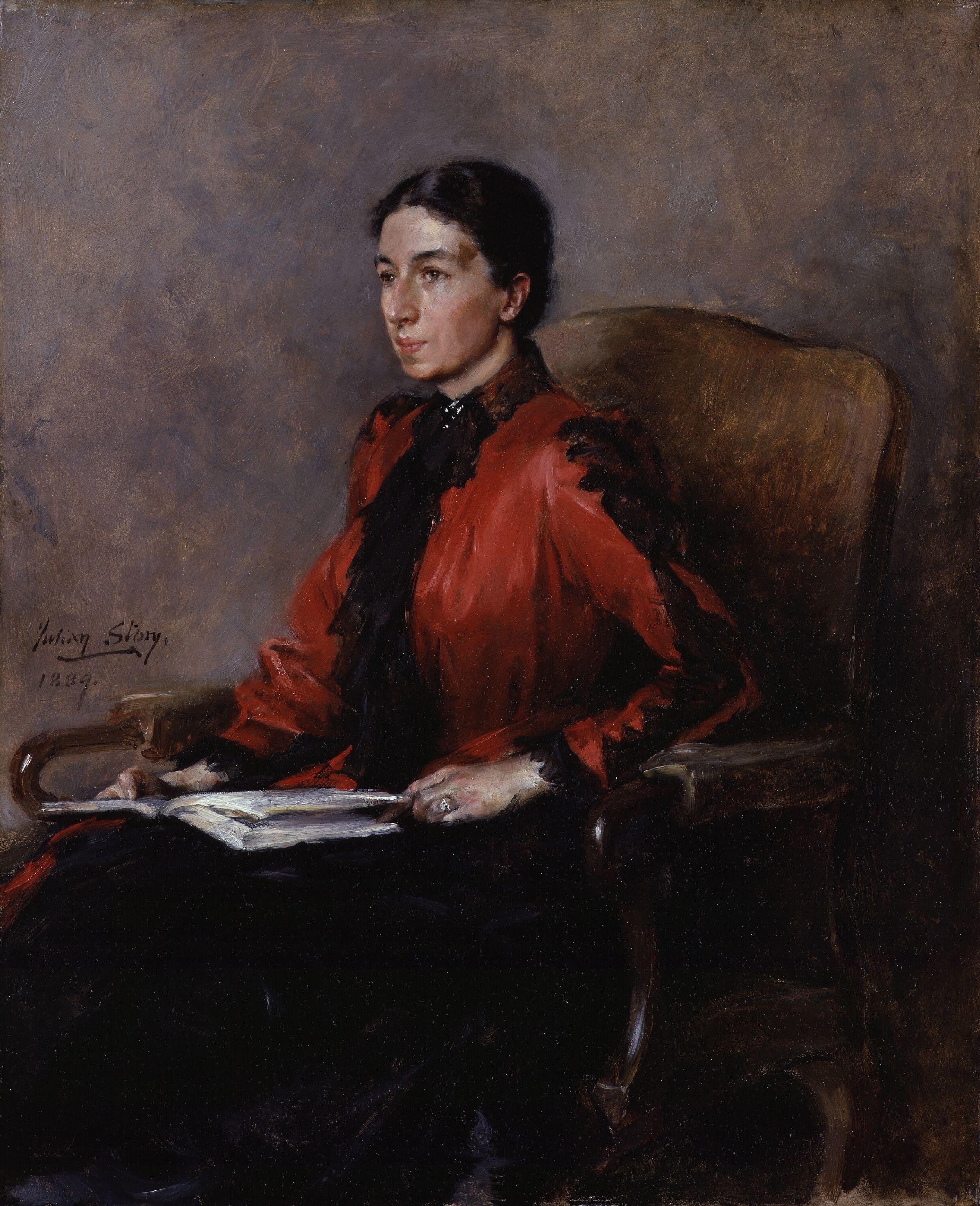
Мері Ворд
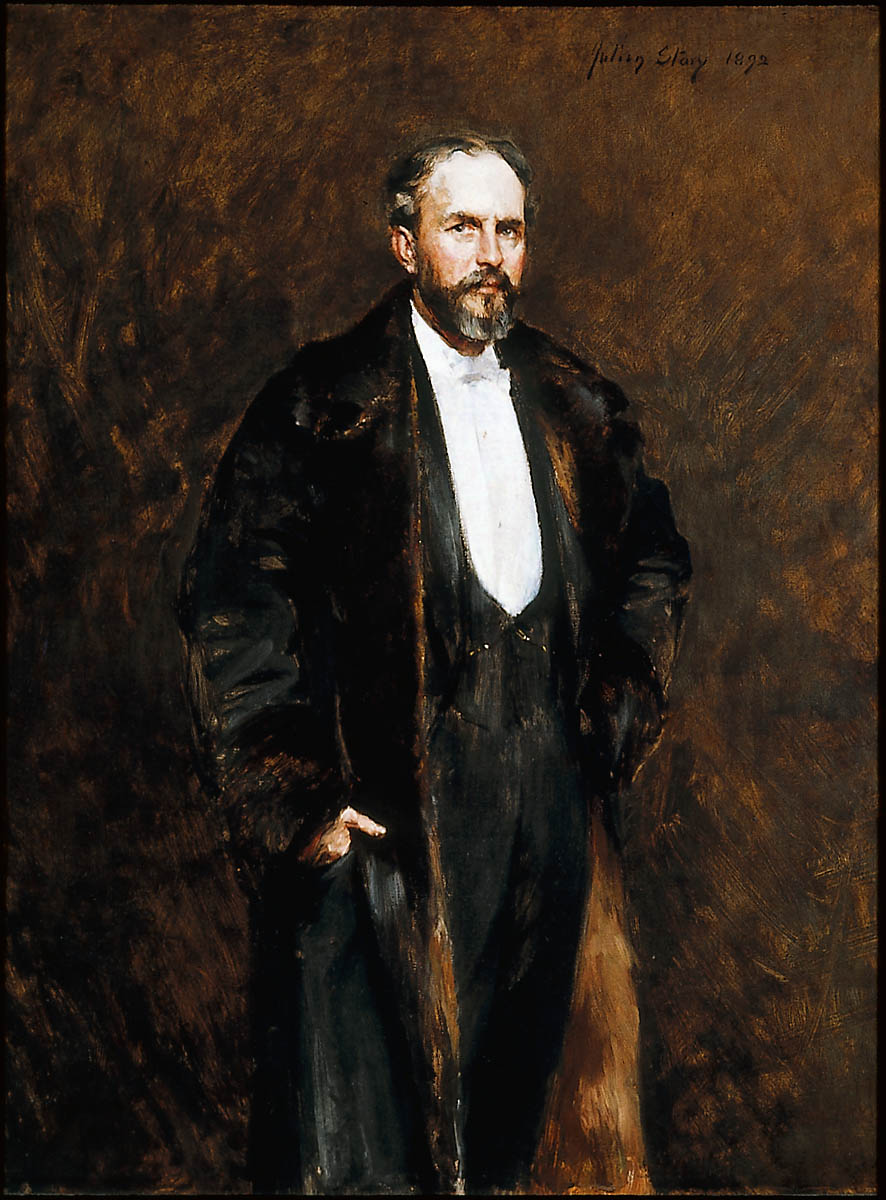
Ernest Wadsworth Longfellow
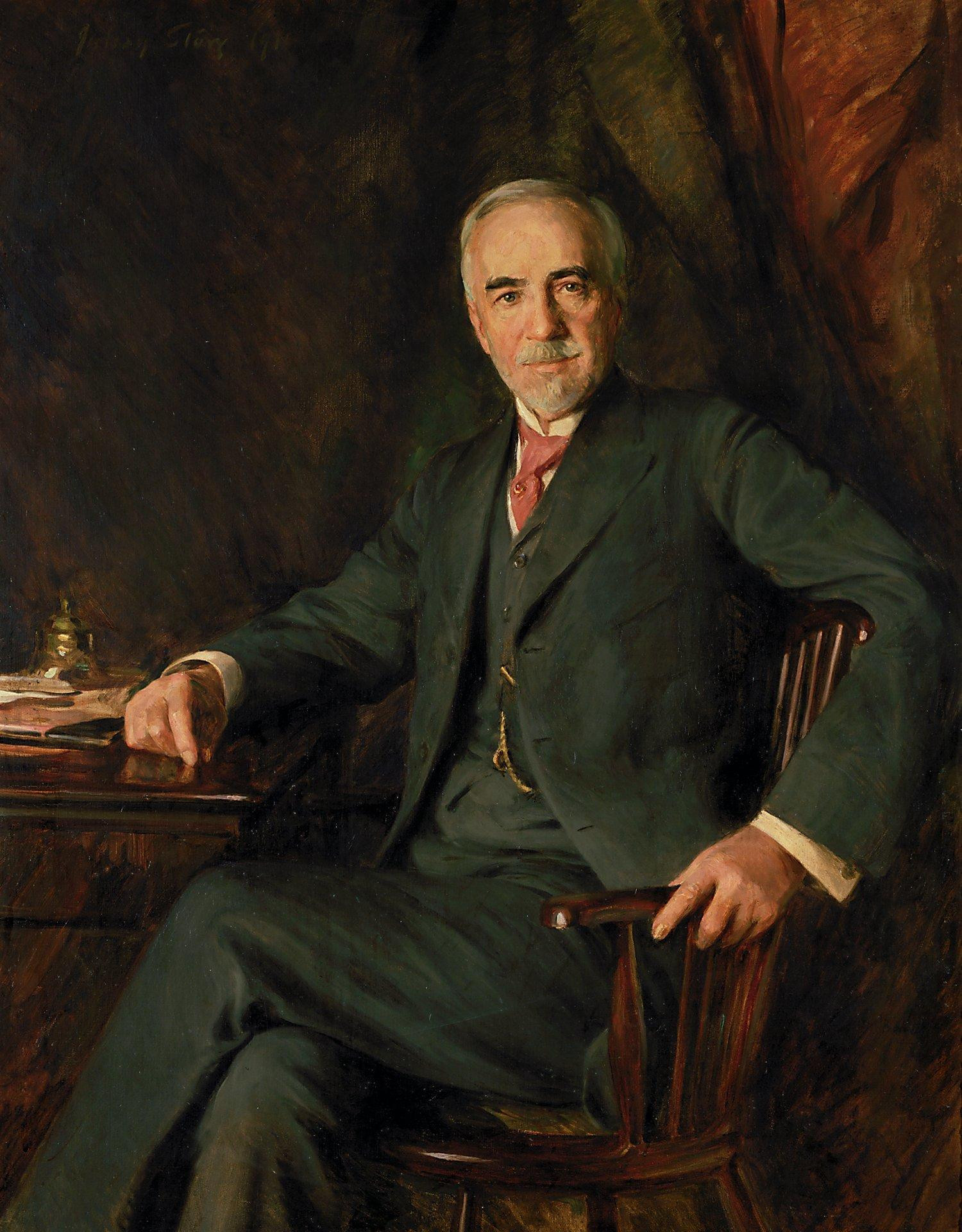
William Hood Dunwoody